# BETASOM
BETASOM fu il nome in codice per Bordeaux – Comando sommergibili (o Comando Gruppo Sommergibili Atlantico) e con tale sigla si indicava la base navale per i battelli italiani dislocati durante la seconda guerra mondiale nella città portuale sulla costa atlantica meridionale francese.
La base di Bordeaux accolse una trentina di sommergibili della Regia Marina dall'autunno 1940 all'8 settembre 1943, data dell'entrata in vigore dell'armistizio di Cassibile. La base fu poi utilizzata dalla Marina Nazionale Repubblicana della RSI.
Essa fu anche una delle cinque ospitanti gli U-Boot della Kriegsmarine tra quelle situate in Francia, sempre durante il secondo conflitto mondiale.
Attualmente la base ospita uno spazio culturale.

## La base sommergibili italiana
Il 25 luglio 1940, il Ministero della Marina italiano ottenne l'autorizzazione allo schieramento di un certo numero di sottomarini in appoggio alla Germania nazista per la guerra nell'oceano Atlantico. Il luogo prescelto per la sede delle operazioni fu la città di Bordeaux, dove fu costruita una base navale a cui fu assegnato il nome in codice di BETASOM.
La strategia sarebbe stata impostata insieme all'alleato tedesco, ma dal punto di vista tattico e disciplinare i vari battelli avrebbero operato sotto la responsabilità dei rispettivi comandi. Questo perché Hitler temeva che, in caso di impiego dell'aviazione tedesca in Africa Settentrionale, una richiesta simile di comando unificato avrebbe portato gli aviatori germanici sotto il comando italiano.
La base era costituita da due darsene intercomunicanti attraverso una chiusa. Inoltre, la presenza di bacini di carenaggio rendeva possibile la messa a secco degli scafi per le necessarie operazioni di revisione e riparazione. Il personale era alloggiato in apposite casermette ottenute dalla conversione di alcuni magazzini. La sorveglianza interna era affidata a reparti dei carabinieri, mentre il presidio della base era affidato ad un battaglione del Reggimento San Marco.
La base fu ufficialmente inaugurata il 30 agosto 1940 con l'arrivo dell'ammiraglio Angelo Parona. I tedeschi assegnarono agli italiani due navi passeggeri, il transatlantico francese Admiral de Grasse, di 18.435 tonnellate e, in ottobre, il piroscafo tedesco Usaramo di 7.775 tonnellate. L'Admiral de Grasse, oltre alla stazione radio, ospitava l'infermeria.
L'edificio in cemento armato della stazione marittima fu trasformato in alloggi, mentre altri edifici furono utilizzati per uffici e magazzini.
Furono assegnati a BETASOM 35 ufficiali, compresi 3 ufficiali dell'esercito per i reparti del battaglione San Marco e 426 militari del corpo degli equipaggi della Regia Marina. In totale, la forza del personale militare e civile assegnato ai servizi della base assommava a circa 800 uomini, compresa la compagnia mitraglieri del battaglione San Marco di 225 uomini addetta alla vigilanza interna della base, mentre esternamente la vigilanza era di pertinenza tedesca. In aggiunta, i Tedeschi avevano installato sei batterie antiaeree da 88 mm e 45 mitragliere da 20 mm e garantivano il servizio antiaereo e la scorta navale lungo la Gironde e nel golfo di Biscaglia.

### Le operazioni
I sommergibili italiani svolsero la prima fase del loro ciclo operativo nell'Atlantico Settentrionale e, successivamente, nella zona equatoriale. Dopo l'entrata in guerra degli Stati Uniti, svolsero alcune crociere anche presso le coste nordamericane.
Nel luglio-agosto 1941, a causa dell'andamento negativo della guerra nel Mediterraneo, fu ordinato il rientro di una decina di battelli (Perla, Guglielmotti, Brin, Argo, Velella, Dandolo, Emo, Otaria, Mocenigo, Veniero e Glauco). Questa volta, il passaggio attraverso Gibilterra comportò la perdita di un sottomarino, il Glauco.

#### Il progettato attacco al porto di New York

Il sommergibile tascabile Classe CA imbarcato sul sommergibile Leonardo da Vinci durante le prove, si nota una delle morse che assicurano il CA all'avvicinatore

Il comandante della base Romolo Polacchini aveva già ipotizzato da tempo un attacco contro un porto americano. Inizialmente, in previsione dell'entrata in guerra del Brasile, si era ipotizzato il forzamento del porto di Rio de Janeiro, impiegando il sommergibile Leonardo da Vinci comandato da Gianfranco Gazzana Priaroggia come mezzo avvicinatore. In seguito si decise invece di utilizzare il Leonardo da Vinci per un progetto ben più ambizioso, l'attacco al porto di New York. Il sommergibile avrebbe dovuto trasportare fino alla foce dell'Hudson un piccolo sommergibile tascabile Classe CA (fu inviato via treno a Bordeaux, per l'operazione, il CA 2) in un apposito «pozzo» di circa 10 metri ricavato al posto del cannone prodiero. Il sottotenente di vascello Eugenio Massano fu inviato appositamente a Bordeaux dal comandante della Xª Flottiglia MAS Junio Valerio Borghese dove avrebbe dovuto guidare il piccolo Classe CA; il mini-sommergibile, con a bordo alcuni «uomini gamma» (sommozzatori d'assalto) e 28 cariche esplosive da 20 a 100 kg, si sarebbe portato nel porto per minare delle navi.
I lavori furono effettuati nell'agosto 1942 e in settembre furono svolte le prove di rilascio del CA 2 dal da Vinci sotto la supervisione del tenente di vascello Eugenio Massano. Le prove ottennero risultati apprezzabili, nel corso delle quali il da Vinci, in immersione a circa 12 metri, rilasciava il piccolo CA per poi recuperarlo. In realtà il recupero era un'ipotesi molto remota e si era già previsto che i membri del Gruppo Gamma avrebbero dovuto distruggere il mezzo al termine dell'operazione per poi raggiungere la terraferma.
La missione fu rinviata e poi annullata in seguito alla perdita del da Vinci il 23 maggio 1943.
A partire dal 1943, alcuni sottomarini italiani vennero utilizzati per operazioni di trasporto di materie prime dall'Europa al Giappone.

### Dopo l'armistizio
Al momento dell'armistizio presso la base navale di Betasom, comandata dal capitano di vascello Enzo Grossi, che aderì alla Repubblica Sociale Italiana, erano distaccati tre sommergibili oceanici, l'Ammiraglio Cagni, il Giuseppe Finzi e l'Alpino Bagnolini. Il Cagni, che era in missione, accettò l'armistizio e si recò nel porto alleato di Durban, dove fu ricevuto con l'onore delle armi. Gli equipaggi degli altri due sommergibili optarono per l'adesione alla RSI, e i due sommergibili operarono per breve tempo sotto le bandiere repubblicane e la base assunse la nuova denominazione di «Base atlantica dell'Italia repubblicana"».
Il 14 ottobre 1943 i due sommergibili superstiti furono incorporati nella Kriegsmarine. Cinquanta specialisti rientrarono in Italia e furono incorporati nella Xª Flottiglia MAS.
Il Bagnolini, che imbarcava personale misto italo-tedesco, fu utilizzato per missioni di trasporto di materie prime con il Giappone e fu affondato nei pressi del Capo di Buona Speranza l'11 marzo 1944.
Il Reginaldo Giuliani fu affondato con siluro nel 1944 dal sommergibile inglese Tally-Ho nello stretto di Malacca di ritorno da Singapore con equipaggio italo-tedesco. Gli altri marinai restati a Bordeaux furono incorporati nella Marina Nazionale Repubblicana e, integrati da altri marinai provenienti dagli Internati Militari Italiani, furono impiegati come difesa costiera costituendo la 1ª Divisione Atlantica Fucilieri di Marina che, nel maggio 1945, prese parte alla difesa di Bordeaux.
Non tutti aderirono alla RSI: alcuni marinai scelsero di aderire al maquis, la Resistenza francese. Fra essi Giacomo Parodo, già marinaio del 1º Reggimento "San Marco", poi fucilato nel 1944 dopo alcuni mesi fra i partigiani francesi (verrà insignito con medaglia d'oro al valor militare alla memoria). Anche successivamente altri marinari disertarono e aderirono alla Resistenza francese, venendo poi - alcuni di essi - fucilati.
Tratto dai ranghi dei «fucilieri di Marina» fu costituito nel 1944 il battaglione Longobardo che rientrato in Italia fu incorporato nella Xª Flottiglia MAS.

## La flotta

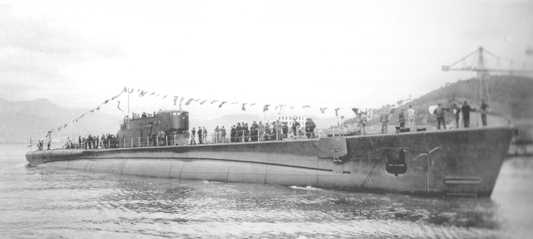
Il Tazzoli che sotto il comando del capitano di corvetta Carlo Fecia di Cossato ottenne 18 vittorie, il più alto numero per un sommergibile italiano

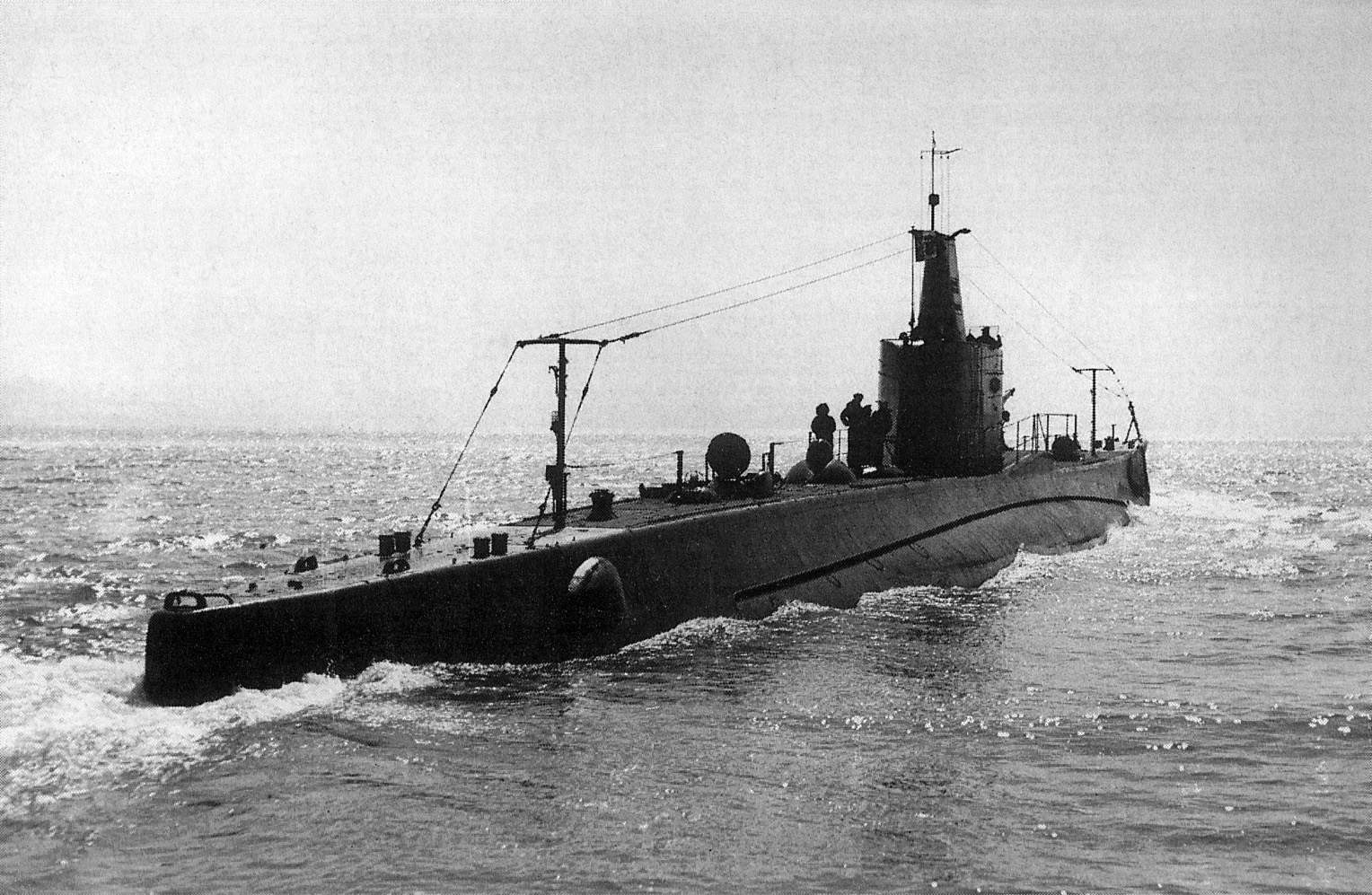
Il Sommergibile Da Vinci che sotto il comando dei capitani di corvetta Luigi Longanesi Cattani prima e di Gianfranco Gazzana Priaroggia dopo, pur con 17 vittorie fu il sommergibile italiano con il più alto tonnellaggio affondato

L'Italia, al momento dell'entrata in guerra, possedeva oltre un centinaio di sottomarini, ma solo una quarantina erano adatti alle crociere oceaniche. La scelta dei mezzi destinati a BETASOM coinvolse quindi solo queste unità. La base atlantica ospitò complessivamente 32 sottomarini. Una prima flotta di 27 battelli fu trasferita nell'autunno del 1940 attraverso il Mar Mediterraneo e comprendeva le seguenti unità:
- Alessandro Malaspina (a Betasom dal settembre 1940, 6 missioni svolte, scomparso il 10 settembre 1941 per azione aerea antisommergibile alleata)
- Tazzoli (a Betasom dall'ottobre 1940, 9 missioni svolte, trasformato in sommergibile da trasporto tra fine 1942 ed inizio 1943, scomparso il 16 maggio 1943 probabilmente per urto contro mina)
- Calvi (a Betasom dall'ottobre 1940, 8 missioni svolte, affondato dallo sloop HMS Lulworth il 15 luglio 1942)
- Finzi (a Betasom dal settembre 1940, 10 missioni svolte, trasformato in sommergibile da trasporto nella primavera-estate 1943, catturato a Bordeaux all'armistizio)
- Bagnolini (a Betasom dal settembre 1940, 11 missioni svolte, trasformato in sommergibile da trasporto nella primavera-estate 1943, catturato a Bordeaux all'armistizio)
- Giuliani (a Betasom dall'ottobre 1940, 3 missioni svolte, distaccato per qualche tempo a Gotenhafen presso la scuola per sommergibilisti italiani, trasformato in sommergibile da trasporto nella primavera 1943, catturato in Indonesia all'armistizio)
- Tarantini (a Betasom dall'ottobre 1940, 2 missioni svolte, affondato il 15 dicembre 1940 dal sommergibile HMS Thunderbolt)
- Marconi (a Betasom dal settembre 1940, 6 missioni svolte, scomparso il 28 ottobre 1941)
- Da Vinci (a Betasom dall'ottobre 1940, 11 missioni svolte, affondato il 23 maggio 1943 dal cacciatorpediniere HMS Active e dalla fregata HMS Ness)
- Torelli (a Betasom dall'ottobre 1940, 12 missioni svolte, convertito in sommergibile da trasporto nel marzo-aprile 1943, catturato in Giappone all'armistizio)
- Baracca (a Betasom dall'ottobre 1940, 6 missioni svolte, affondato l'8 settembre 1941 dal cacciatorpediniere HMS Croome)
- Marcello (a Betasom dal dicembre 1940, 3 missioni svolte, scomparso il 22 febbraio 1941)
- Dandolo (a Betasom dal settembre 1940, 6 missioni svolte, rientrato in Mediterraneo nel giugno-luglio 1941)
- Mocenigo (a Betasom dal dicembre 1940, 4 missioni svolte, rientrato in Mediterraneo il 9 agosto 1941)
- Veniero (a Betasom dal novembre 1940, 6 missioni svolte, rientrato in Mediterraneo nell'agosto 1941)
- Barbarigo (a Betasom dal settembre 1940, 11 missioni svolte, trasformato in sommergibile da trasporto nel marzo maggio 1943, scomparso il 17 giugno 1943 probabilmente per attacco aereo)
- Nani (a Betasom dal novembre 1940, 3 missioni svolte, scomparso il 7 gennaio 1941)
- Morosini (a Betasom dal novembre 1940, 9 missioni svolte, affondato da attacco aereo l'11 agosto 1942)
- Emo (a Betasom dall'ottobre 1940, 6 missioni svolte, rientrato in Mediterraneo nell'agosto 1941)
- Comandante Faà di Bruno (a Betasom dall'ottobre 1940, 2 missioni svolte, scomparso il 6 novembre 1940)
- Comandante Cappellini (a Betasom dall'ottobre 1940, 12 missioni svolte, trasformato in sommergibile da trasporto nella primavera 1943, catturato a Singapore all'armistizio)
- Bianchi (a Betasom dal dicembre 1940, 4 missioni svolte, affondato il 5 luglio 1941 dal sommergibile HMS Tigris)
- Brin (a Betasom dal dicembre 1940, 5 missioni svolte, rientrato in Mediterraneo nell'agosto-settembre 1941)
- Glauco (a Betasom dall'ottobre 1940, 5 missioni svolte, affondato il 27 giugno 1941 dal cacciatorpediniere HMS Wishart)
- Otaria (a Betasom dal settembre 1940, 8 missioni svolte, rientrato in Mediterraneo nel settembre 1941)
- Argo (a Betasom dall'ottobre 1940, 6 missioni svolte, rientrato in Mediterraneo nell'ottobre 1941)
- Velella (a Betasom dal dicembre 1940, 4 missioni svolte, rientrato in Mediterraneo nell'agosto 1941)

Un ulteriore sommergibile, il Cagni, fu trasferito a BETASOM nel 1942-1943, non appena ne fu completato l'allestimento.
Per raggiungere l'Atlantico, tutti i sottomarini italiani furono costretti ad attraversare lo stretto di Gibilterra, dov'è tuttora situata una grande base navale della Royal Navy. Il passaggio non fu esente da difficoltà, anche a causa delle correnti marine, ma avvenne senza incidenti.
Successivamente, furono integrati nella flotta altri quattro sommergibili (due soli dei quali, tuttavia, operarono per Betasom, mentre gli altri due rientrarono in Mediterraneo dopo alcuni lavori), provenienti dall'Africa Orientale Italiana. In vista dell'imminente caduta dell'Eritrea (che ospitava l'importante base navale di Massaua) si decise, infatti, di evacuare tutto ciò che rimaneva della componente subacquea della marina “coloniale”, in modo da non farla cadere in mani inglesi. I quattro sommergibili erano:
- Archimede (a Bordeaux dal 7 maggio 1941, 3 missioni svolte, affondato da attacco aereo il 15 aprile 1943)
- Perla (a Bordeaux dal 20 maggio 1941, mai divenuto operativo per Betasom, rientrato in Mediterraneo nel settembre-ottobre 1941)
- Guglielmotti (a Bordeaux dal 7 maggio 1941, mai divenuto operativo per Betasom, rientrato in Mediterraneo nel settembre-ottobre 1941)
- Ferraris (a Bordeaux dal 9 maggio 1941, 1 missione compiuta, affondato il 25 ottobre 1941 dal cacciatorpediniere HMS Lamerton)

Questi battelli raggiunsero BETASOM circumnavigando l'Africa con l'ausilio della nave cisterna tedesca Nordmark, che si occupò del rifornimento in alto mare delle quattro unità (il Perla, sommergibile di piccola crociera, necessitò anche di un altro rifornimento, da parte della nave corsara tedesca Atlantis).

### Gli affondamenti
Nel corso delle loro missioni in Atlantico i sommergibili di Betasom affondarono complessivamente 109 navi per 593.864 tonnellate di stazza lorda, così suddivise:
- Da Vinci: 17 navi per 120.243 tsl (il sommergibile non tedesco con maggior successo nel secondo conflitto mondiale[21])
- Tazzoli: 18 navi per 96.650 tsl
- Torelli: 7 navi per 42.871 tsl
- Morosini: 6 navi per 40.927 tsl
- Barbarigo: 7 navi per 39.300 tsl
- Calvi: 6 navi per 34.193 tsl
- Cappellini: 5 navi per 31.648 tsl
- Finzi: 5 navi per 30.760 tsl
- Archimede: 2 navi per 25.629 tsl
- Marconi: 7 navi per 18.887 tsl
- Malaspina: 3 navi per 16.384 tsl
- Giuliani: 3 navi per 16.103 tsl
- Bianchi: 3 navi per 14.705 tsl
- Emo: 2 navi per 10.958 tsl
- Baracca: 2 navi per 8553 tsl
- Brin: 2 navi per 7241 tsl
- Bagnolini: 2 navi per 6962 tsl
- Dandolo: 2 navi per 6554 tsl
- Cagni: 2 navi per 5840 tsl
- Argo: 1 nave per 5066 tsl
- Veniero: 2 navi per 4987 tsl
- Otaria: 1 nave per 4662 tsl
- Nani: 2 navi per 1939 tsl
- Marcello: 1 nave per 1550 tsl
- Mocenigo: 1 nave per 1253 tsl

I sommergibili Faà di Bruno, Ferraris, Glauco, Tarantini e Velella non affondarono nessuna nave, così come Guglielmotti e Perla, che non svolsero alcuna missione offensiva.
Dopo la riorganizzazione tattica e "tecnologica" (riduzione dei tempi per l'immersione rapida, modifica della falsa torre per renderla meno visibile, sostituzione dei condizionatori d'aria con sistemi al freon, siluri tedeschi ecc.), e metodi più intensivi e razionali di addestramento, formazione e selezione del personale e del vitto, svolti nel corso del 1941, le prestazioni dei battelli (inizialmente poco esaltanti) migliorarono. Fino ad attestarsi tra il 1942-1943 ad un valore del battello italiano rispetto a quello tedesco sul medesimo fronte pari al 59%; ovvero due battelli italiani in media riuscivano ad affondare più naviglio di un singolo battello tedesco. Indice, questo, dei numerosi limiti tecnologici (ed in parte anche operativi ed addestrativi perduranti) dei sommergibili italiani. Furono comunque risultati più lusinghieri di quelli ottenuti in Mediterraneo.

### I violatori di blocco
Nel corso del conflitto, tra il 1941 ed il 1942, ripararono a Bordeaux anche numerosi violatori di blocco italiani: dalla Spagna la nave cisterna Clizia ed i piroscafi Capo Lena, Drepanum e Fidelitas, dalle Canarie i piroscafi Atlanta ed Ida, dal Brasile i piroscafi XXIV Maggio, Africana e Monbaldo e la motonave Himalaya (proveniente dall'Eritrea) e dal Giappone le motonavi Cortellazzo, Fusijama (proveniente dalla Thailandia) e Pietro Orseolo; si trasferirono inoltre da Bordeaux a Saint Nazaire, dov'erano arrivate in un primo momento, anche le navi cisterna Burano, Frisco e Todaro. Tutte le navi in questione trasportavano migliaia di tonnellate di materiali, gran parte dei quali d'interesse bellico, che furono poi inviati in Italia; la maggior parte di esse fu poi impiegata per conto delle forze tedesche, mantenendo i propri equipaggi italiani. Dalle Canarie raggiunse Bordeaux, nell'ottobre 1940, anche il piropeschereccio Balena, che venne impiegato per pescare il pesce necessario al personale della base sommergibilistica.
A Bordeaux si svolsero inoltre i lavori di preparazione (imbarco di cannoni e mitragliere, nebbiogeni e altro), per nuove missioni di forzamento del blocco, dei quattro violatori di blocco più moderni e veloci: la Cortellazzo, l'Himalaya, la Fusijama e la Pietro Orseolo, che avrebbero poi dovuto raggiungere il Giappone e quindi fare ritorno a Bordeaux con materie prime irreperibili in Europa. Allo scopo venne inviato a Bordeaux personale tecnico della Regia Marina: le navi furono pronte tra la fine del 1942 e l'inizio del 1943.
Solo la Pietro Orseolo riuscì in tale missione, arrivando in Giappone e rientrando a Bordeaux, seppure danneggiata, con 6800 tonnellate di materie prime (in particolare gomma naturale), mentre la Cortellazzo fu costretta ad autoaffondarsi poco dopo la partenza, l'Himalaya dovette cancellare due tentativi di forzamento del blocco e la Fusijama non lasciò mai più Bordeaux.

## La base sommergibili tedesca

### Costruzione
La pianificazione della costruzione di una base di sottomarini in bunker data del 1940 all'interno del Marine Bauwesen, il dipartimento incaricato delle costruzioni all'interno dell'Oberkommando der Marine (OKM), lo stato maggiore della Kriegsmarine tedesca, ma arriva dopo quella delle altre basi sottomarine sull'Atlantico, all'epoca più accessibili ai bombardieri britannici. L'organizzazione Todt comincia la costruzione nel settembre 1941 sul bacino nº 2 di Bacalan. La costruzione durerà 22 mesi e sotto la supervisione, come per le altre basi sottomarine tedesche, di Andreas Wagner.
La struttura era costituita di un blocco di calcestruzzo armato di 245 metri di lunghezza per 162 metri di larghezza e 20 metri di altezza. Une torre bunker di 48 × 73 metri vi era connessa. Essa ospitava 11 alveoli da 100 a 115 metri di lunghezza, 7 di questi alveoli potevano accogliere un sottomarino e 4 ne potevano accogliere due. L'altezza era di 11,4 metri e il pescaggio di 9 metri (con un marnage di 1,5 metri).
I sette "alveoli" centrali potevano essere messi a secco. Ognuno è separato da un muro spesso da 5 a 6 metri e chiuso con delle porte blindate per proteggerlo dalle esplosioni di bombe. All'altra estremità del bacino, una linea ferroviaria traversava il bunker e serviva i differenti "alveoli". Ogni "alveolo" è equipaggiato di due ponti ruotanti di una capacità di sollevamento di 3 o 5 tonnellate permettenti su ognuna di trasportare materiali pesanti e munizioni.
Dall'altro lato della linea ferroviaria, la struttura ospitava, su diversi piani, atelier, luoghi di stoccaggio, uffici, spazi comuni e un'infermeria.
L'insieme era coperto da un primo tetto in calcestruzzo armato da 3,5 metri di spessore. Questo fu ricoperto da un secondo tetto di 2,1 metri di spessore. A partire dal 1943, con l'aumentata autonomia dei bombardieri alleati e con le loro bombe diventate più potenti, i tedeschi decisero di rinforzare ancora il tetto posandoci sopra una struttura detta Fangrost. Si tratta di una serie di travi in calcestruzzo da 32 tonnellate poste parallelamente, distanziate da 5 a 6 metri e ricoperte da altre travi più piccole poste perpendicolarmente alle prime. Questo dispositivo doveva provocare l'esplosione della bomba prima che essa arrivasse al tetto. Ma questo "reticolo" non era stato ancora completato ad agosto 1944.
Per motivi di sicurezza, i siluri e il carburante erano stoccati esteriormente, in piccoli bunker situati a 200 metri a nord-est della base (vicino al boulevard Daney).
600.000 m³ di calcestruzzo furono necessari per la costruzione. L'organizzazione Todt vi impiegò diverse migliaia di operai, alcuni volontari, ma la maggior parte erano prigionieri di guerra di coscritti, tra cui 3.000 repubblicani spagnoli, "i rossi" (si stima che più di 70 vi siano morti), ma anche dei francesi, degli italiani, dei belgi e degli olandesi.

### Operazioni
Dalla costruzione dei primi "alveoli", la base diventa nell'ottobre 1942 il porto base della 12. Unterseebootsflottille (dal tedesco: la 12ª flottiglia di sottomarini). Questa flottiglia effettuava delle missioni di lunga durata tra cui quelle nell'oceano Indiano e le connessioni col Giappone.
Il porto di Bordeaux e le sue dipendenze (Le Verdon, Ambès, Bassens, Pauillac) ospitavano ugualmente una flottiglia di una ventina di pattugliatori, di una quindicina di dragamine e qualche cacciatorpediniere incaricati di assicurare la protezione dei sottomarini al loro arrivo e alla loro partenza.
Il 17 maggio 1943 ci fu un intenso raid statunitense. Un'informazione della resistenza francese aveva indicato alle forze alleate una forte concentrazione di sottomarini. Ma il bombardamento fatto a 22.000 piedi fu impreciso e colpì poco la base. Una porta del bacino fu distrutta e cinque sottomarini colpiti. Ma i danni civili furono importanti, più di 200 immobili furono colpiti, 184 abitanti furono uccisi e 249 furono feriti. Da gennaio ad agosto 1944, ci furono più di 13 raid anglo-americani sulla base sommergibili e l'aeroporto di Mérignac, ma senza grandi successi. 
Il 28 agosto 1944, Bordeaux e il porto sono evacuati dai Tedeschi.

### 12. Unterseebootsflottille
La 12. Unterseebootsflottille era la 12ª flottiglia di U-boot tedeschi della Kriegsmarine durante la seconda guerra mondiale, basata a Bordeaux, fu attiva dal 1942 al 1944.
Creata a Bordeaux il 15 ottobre 1942 come "flottiglia di combattimento" (in tedesco Frontflottille), essa fu posta sotto il comando del Korvettenkapitän Klaus Scholz.
Il primo U-boot tedesco che arriva alla base sommergibili di Bordeaux è l'U-178 (U-Boot Tipo IX), il 9 gennaio 1943.
Alla flottiglia sono distaccati la maggior parte degli U-boot oceanici, che hanno operato nel sud Atlantico e nell'oceano Indiano.
Durante il mese di agosto 1944 la maggior parte degli U-boot abbandonano la base di Bordeaux per Flensbourg. Gli ultimi due sottomarini a lasciare Bordeaux sono l'U-534 e l'U-857, il 25 agosto 1944.
La storia della flottiglia prende fine nell'agosto 1944, con la sua dissoluzione. Il resto degli uomini (circa 200) agli ordini del Fregattenkapitän Klaus Scholtz tenta di rientrare per via terrestre in Germania, ma si ritrova l'11 settembre 1944 catturato dalle forze statunitensi.
Durante la sua vita operativa, la 12. Unterseebootsflottille ha effettuato 197 missioni, e ha affondato 97 navi per un totale di 526.976 tonnellate di stazza.

#### Le unità
La flottiglia ha ricevuto durante la sua vita operativa 46 U-boot: U-Boot Tipo VII, U-Boot Tipo IX, U-Boot Tipo X e U-Boot Tipo XIV :
- U-117, U-118, U-119, U-177, U-178, U-179, U-180, U-181, U-182, U-195, U-196, U-197, U-198, U-199
- U-200, U-219, U-220, U-233
- U-459, U-460, U-461, U-462, U-463, U-487, U-488, U-489, U-490
- U-847, U-848, U-849, U-850, U-851, U-852, U-859, U-860, U-861, U-862, U-863, U-871
- U-1059, U-1061, U-1062

I sommergibili italiani seguenti furono catturati dopo la capitolazione italiana del settembre 1943 e furono assegnati alla 12ª flottiglia:
- UIT-22 Bagnolini, UIT-23 Giuliani, UIT-24 Cappellini, UIT-25 Torelli

## Dopoguerra
La base rimane un importante vestigio della seconda guerra mondiale. Essa ha successivamente ospitato un museo della nautica da diporto e oggi è uno spazio culturale molto visitato: sui 42.000 m² di questa imponente struttura di calcestruzzo, 12.000 m² circa sono aperti al pubblico.